# 沾益区
沾益区在云南省东部、南盘江上游，是曲靖市下辖的一个市辖区。全区面积2815平方千米，2020年总人口40.53万人，區政府駐西平街道。
元置霑益州，1913年改霑益县，1955年改沾益县，1958年曾撤消，并入曲靖县，1965年又析出复置沾益县，1983年并入曲靖市，1997年再次析出，2016年設立沾益區。
沾益机场在抗日战争期间曾经有美国援华“飞虎队”进驻，机型有P-38等。该机场现在已经废弃。
沾益区还是珠江的发源地。

## 行政区划
沾益区下辖4个街道办事处、2个镇、5个乡：
西平街道、龙华街道、金龙街道、花山街道、白水镇、盘江镇、炎方乡、播乐乡、大坡乡、菱角乡和德泽乡。

## 经济
2022年，沾益区生产总值达395.50亿元，按可比价格计算，比上年增长7.6%。其中第一产业增加值59.84亿元，增长5.1%；第二产业增加值170.99亿元，增长10.8%；第三产业增加值164.67亿元，增长5.7%。三次产业结构为15.1∶43.2∶41.7。人均生产总值98,274元。城乡常住居民人均可支配收入分别为44,112元、19,764元。职工年平均工资110,525元。地方一般公共预算收入8.47亿元，人均2,105元。地方一般公共预算支出28.68亿元，人均7,127元。

## 人口
2020年第七次人口普查结果，沾益区总人口（常住人口）共有405,305人，城镇人口194,953人（占48.10%），乡村人口210,352人（占51.90%）。共有男性210,218人、女性195,087人，性别比为107.76。0—14岁人口共71,307人（占17.59%），15—59岁人口共267,903人（占66.10%），60岁及以上人口共66,095人（占16.31%），其中65岁及以上人口共47,089人（占11.62%）。大学专科学历及以上人口有35,346人，15岁以上的文盲有17,819人，占15岁以上人口的5.34%。

## 交通
- 杭瑞高速、 沪昆高速、 宣片高速、 武沾高速、 320国道、 326国道过境。
- 沪昆高速鐵路：曲靖北站
- 盘西鐵路：白沙坡站、平河口站、白水镇站